# Umluspen
Umluspen är ett vattenkraftverk i Umeälven i Västerbotten, beläget vid sjön Storumans utlopp. Sjön fungerar som ett magasin för kraftverket. Kraftverket började byggas 1953 och de båda aggregaten togs i drift 1957.